# Goyín
Gregorio Villagrá Alcalá (Mieres, Asturias, España, 20 de julio de 1917 - 1986), conocido como Goyín, es un exfutbolista español que se desempeñaba como delantero interior.

## Clubes
| Club        | País   | Año       |
| ----------- | ------ | --------- |
| Real Oviedo | España | 1941-1951 |